# Список дипломатичних місій у Таджикистані

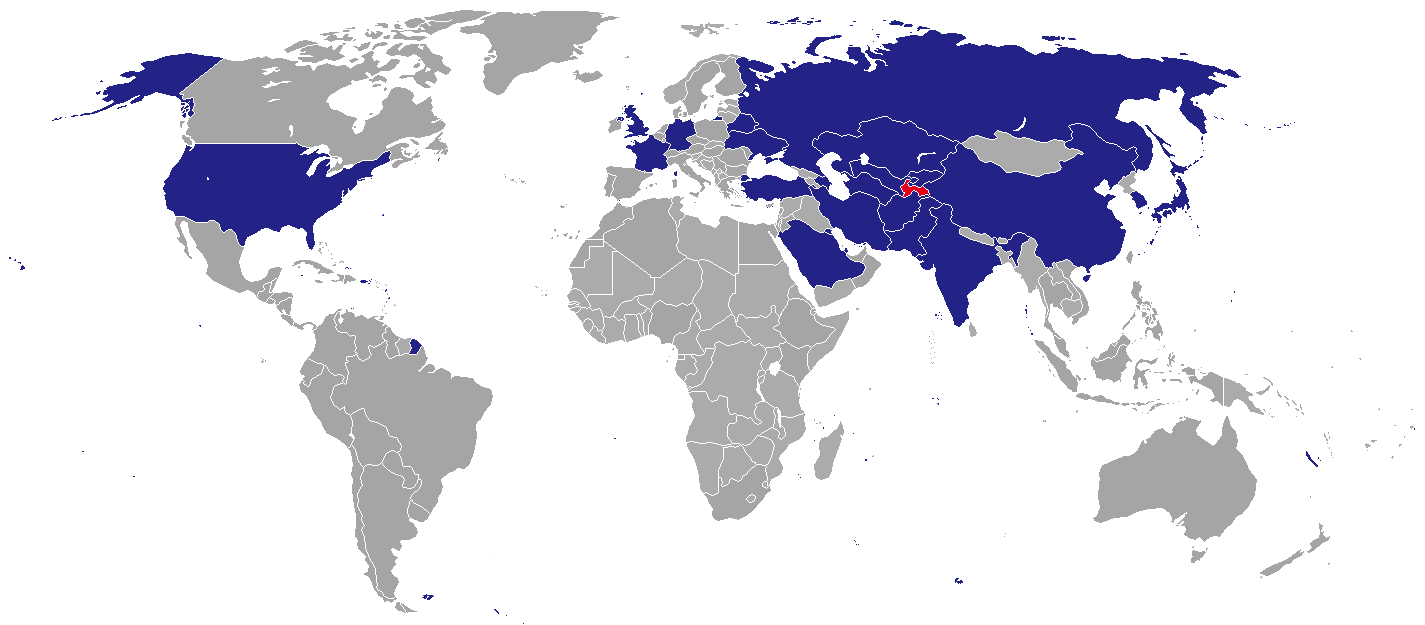
Дипломатичні місії в Таджикистані

Список дипломатичних місій в Таджикистані. На сьогодні в столиці Душанбе відкрито 22 посольства.

## Посольства
Душанбе
| - Афганістан - Азербайджан - Білорусь - КНР - Франція - Німеччина - Індія - Іран - Японія - Казахстан - Південна Корея | - Киргизстан - Пакистан - Катар - Росія - Саудівська Аравія - Туреччина - Туркменістан - Велика Британія - США - Узбекистан - Україна Посольство |

## Представництва
- Європейський Союз (Представництво)

## Генеральні консульства
Хорог
- Афганістан

## Акредитовані посольства
- Мексика (Тегеран)
- Польща (Ташкент)